# Моравские Ворота
Мора́вские Воро́та (чеш. Moravská brána, пол. Brama Morawska, нем. Mährische Pforte, словац. Moravská brána) — горный проход в Чехии, между восточными отрогами Судет и западными отрогами Бескидов.
Моравские Ворота протягиваются с северо-востока на юго-запад на 60 км между городами Острава и Пршеров. Ширина достигает 10 км. Высшая отметка — 310 м — водораздел рек Одра и Бечва. Холмы и речные террасы сложены лёссами, галечниками, известняками. На северо-востоке имеются месторождения каменного угля.
Произрастают редкие еловые и дубовые леса. Поля заняты картофелем, посевами зерновых. Рыцарские замки. В городах — памятники средневековья. Издавна здесь проходил важный торговый путь из бассейна Дуная в бассейн Балтийского моря. Проложены шоссе и железная дорога Брно — Острава, а также газопровод.